# Helianthus anomalus
Helianthus anomalus — вид квіткових рослин з родини айстрових (Asteraceae).

## Біоморфологічна характеристика
Це однорічник 50–150+ см. Стебла прямовисні, рідко вкриті жорсткими волосками. Листки переважно стеблові; переважно чергуються; листкові ніжки 1.2–5 см; листкові пластинки від яйцеподібних до ланцетно-яйцеподібних, 4.5–13 × 1–4 см, абаксіально (низ) жорстко волосисті, краї цілі. Квіткові голови зазвичай поодинокі. Променеві квітки 7–12; пластинки 18–37 мм. Дискові квітки 25+; віночки 6.8–7.5 мм, частки червонуваті, пиляки темні. Ципсели 4.6–9 мм, притиснуто волосисті. 2n = 34. Цвітіння: весна — осінь.

## Умови зростання
Це ендемік пд.-зх. США (Аризона, Юта). Населяє піщані дюни; 1300–150 метрів.